# Larry Martyn
 Lawrence "Larry" Martyn (ur. 22 marca 1934 w Londynie - zm. 7 sierpnia 1994 w hrabstwie Kent) – brytyjski aktor, najszerzej znany ze swoich występów w telewizyjnych serialach komediowych, zwłaszcza w latach 60. i 70. Największą popularność przyniosła mu rola Pana Masha, butnego przywódcy związku zawodowego w domu towarowym, którą grał w pierwszych trzech seriach Are You Being Served?. Inne produkcje z jego udziałem to m.in. Armia tatuśka, On the Buses, The Detectives, Up Pompeii! czy Whoops Baghdad. Oprócz tego wystąpił w dwóch filmach kinowych z popularnej serii Cała naprzód: Cała naprzód: Rzymski camping i Carry On At Your Convenience.